# Missa Papae Marcelli
Missa Papae Marcelli ou Missa do Papa Marcelo é uma missa composta por Giovanni Pierluigi da Palestrina em homenagem ao Papa Marcelo II. É a missa mais conhecida e mais executada de Palestrina. Frequentemente, é ensinada em cursos de música. Foi tradicionalmente cantada em todas as missas de coroações papais até a coroação de Paulo VI, em 1963.

## Estilo
A Missa Papae Marcelli consiste, como grande parte das missas renascentistas, de Kyrie eleison, Gloria in Excelsis Deo, Credo, Sanctus/Benedictus e Agnus Dei, embora preveja a inserção de passagens em cantochão. A composição da missa é livre, sem se basear em um cantus firmus nem parodiar outra peça. Talvez por causa disso, essa missa não tem a consistência temática típica das peças de Palestrina baseadas em modelos.  É, a princípio, uma missa a seis vozes ( há oito no Agnus Dei, devido a divises). Entretanto, o uso do conjunto completo fica reservado a porções específicas, sujeitas ao clima requerido pelo texto. Além disso, as combinações de vozes variam ao longo da peça. A textura é basicamente homorrítmica e com textura polifônica, em estilo declamatório, com pouca sobreposição de textos e uma clara preferência por acordes em bloco, de modo que o texto possa ser ouvido nitidamente, ao contrário do que acontece em diversas missas polifônicas do século XVI. Como em grande parte do trabalho contrapontístico de Palestrina, as vozes se movem predominantemente em grau conjunto e a condução de vozes segue estritamente as regras modais codificadas por Gioseffo Zarlino.

## História
A missa foi composta em homenagem ao Papa Marcelo II, que reinou por apenas três semanas em 1555. Pesquisas recentes sugerem que a data provável da composição é 1562, quando foi copiada para um manuscrito que se encontra na Basílica de Santa Maria Maior em Roma.